# 1,1,1,9-tetraclorononano
El 1,1,1,9-tetraclorononano es un compuesto orgánico de fórmula molecular C9H16Cl4. Es un haloalcano lineal de nueve carbonos con cuatro átomos de cloro: tres de ellos están unidos a uno de los carbonos terminales mientras que el otro átomo de cloro lo está al otro carbono terminal.

## Propiedades físicas y químicas
El 1,1,1,9-tetraclorononano tiene una densidad aproximada de 1,2 g/cm³. Hierve a 257 °C mientras que su punto de fusión es 41 °C.
Su punto de inflamabilidad es 116 °C, siendo todos estos valores estimados.
El valor del logaritmo de su coeficiente de reparto, logP = 5,51, indica que es considerablemente más soluble en disolventes apolares —como el 1-octanol— que en disolventes polares como el agua.

## Síntesis
El 1,1,1,9-tetraclorononano se sintetiza haciendo reaccionar tetraclorometano, agua y peróxido de benzoílo en un reactor a una temperatura de 95 °C. La presión se mantiene en el rango 1200-1400 lb/in2 por inyección de etileno y el tiempo de reacción es de 5 horas. Se obtienen, además de 1,1,1,9-tetraclorononano, cloropentanos y cloroheptanos.

## Usos
A su vez, el 1,1,1,9-tetraclorononano es precursor de otros cloroalcanos.
Así, la hidrogenación a presión atmosférica durante 10 horas de 1,1,1,9-tetraclorononano con óxido de paladio previamente reducido rinde un 51,7% de 1,9,9,10,10,18-hexaclorooctadecano.
Asimismo, el 1,1,1,9-tetraclorononano se puede reducir con un sistema de pentacarbonilo de hierro-hexametilfosforamida a 140 °C durante 3 horas en una corriente de nitrógeno para obtener 1,1,9-triclorononano. El rendimiento alcanza el 95%.
Junto al 1,1,1,7-tetracloroheptano, este cloroalcano se ha empleado para la preparación de los ácidos 15-hidroxipentadecanoico y 16-hidroxihexadecanoico, así como de los ésteres metílicos de los ácidos 7-oxoheptanoico y 9-oxononanoico.
Por otra parte, el 1,1,1,9-tetraclorononano se puede utilizar en la vulcanización de cauchos de copolímeros de butadieno.